# ذيفان الكلوستريديوم المعوي
ذيفان المطثية المعوي أو الذيفان المعوي للمطثية هو الذيفان الذي تنتيجه بكتيريا المطثية.